# مسجد جامع افین
مسجد جامع افین مربوط به دوره تیموریان است و در شهرستان زیرکوه، روستای افین واقع شده و این اثر در تاریخ ۱۷ آذر ۱۳۷۷ با شمارهٔ ثبت ۲۱۸۲ به‌عنوان یکی از آثار ملی ایران به ثبت رسیده است.

عده‌ای نیز معتقدند که قدمت اصل بنا به سده سوم تا چهارم هجری قمری برمی‌گردد. 
مسجد جامع افین و رباط زردان دو بنای باستانی شاخص و مانده از میراث کهن در شهرستان زیرکوه است. 

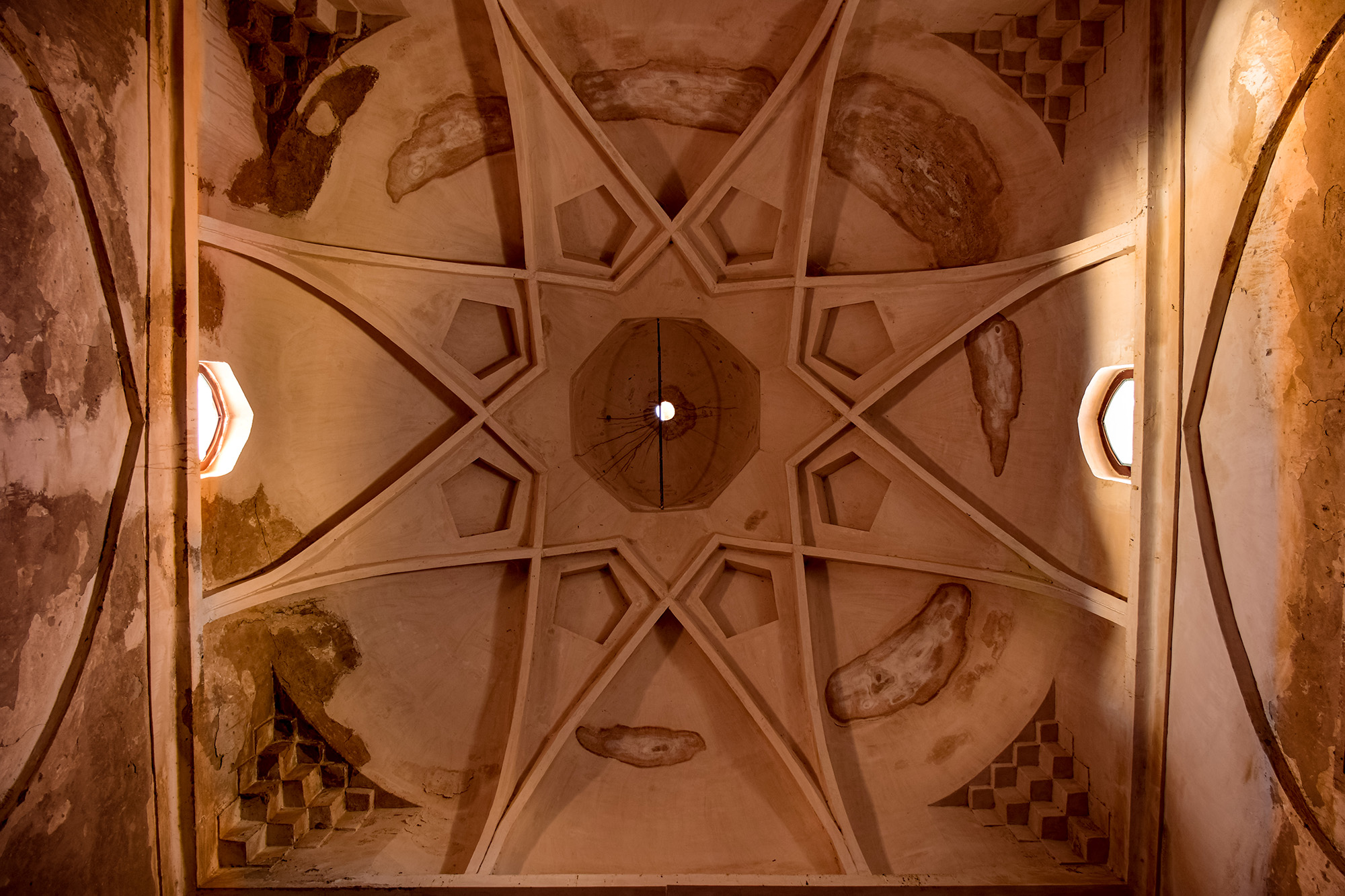
نمایی از سقف مسجد جامع افین